# Jeremiah S. Chechik
Pour les articles homonymes, voir Chechik.
Jeremiah S. Chechik est un réalisateur canadien né en 1955 à Montréal.

## Filmographie
- 1989 : Le Sapin a les boules (National Lampoon's Christmas Vacation)
- 1993 : Benny and Joon
- 1995 : Les Légendes de l'Ouest (Tall Tale)
- 1996 : Diabolique
- 1998 : Chapeau melon et bottes de cuir (The Avengers)
- 2004 : Terreur nucléaire (en) (Meltdown) (TV)
- 2013 : The Right Kind of Wrong (en)
- 2016 : Shadowhunters (TV, 1 épisode)